# Balkáni egyezmény (1953)

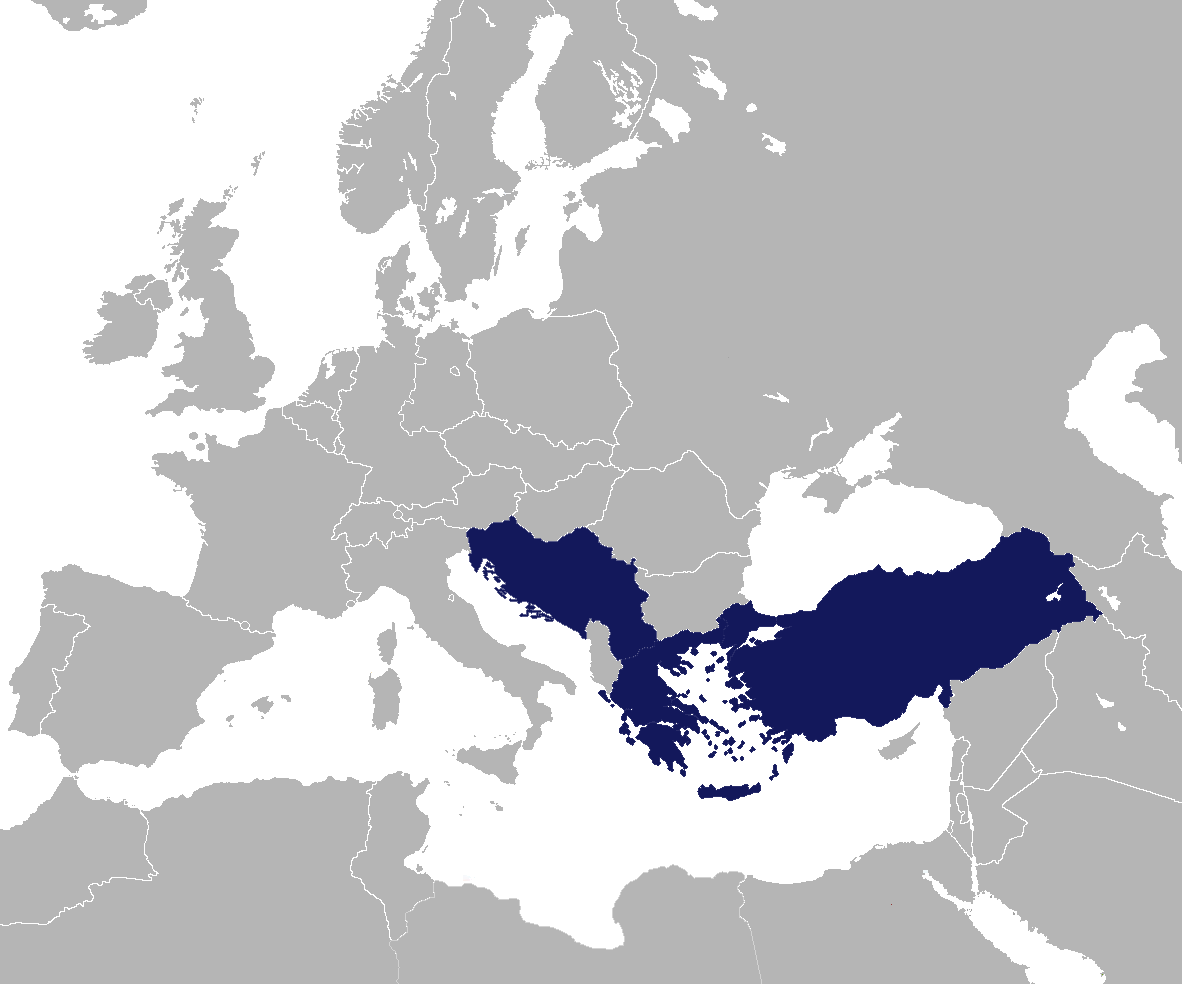
A balkáni egyezmény országai

A balkáni egyezmény Görögország, Törökország és Jugoszlávia 1953. február 28-án aláírt szerződése volt, melyet Ankarában írtak alá. A szerződés elrettentő eszközként szolgált a szovjet balkáni terjeszkedés ellen, és a három ország közös katonai stábjának esetleges létrehozásáról rendelkezett. Az egyezmény aláírásakor Törökország és Görögország már egy éve az Észak-atlanti Szerződés Szervezetének (NATO) tagja volt, mindkettő 1952. február 18-án csatlakozott a NATO-hoz, míg Jugoszlávia el nem kötelezett állam volt, amely később az el nem kötelezett mozgalom alapító tagjává vált. A balkáni egyezmény lehetővé tette Jugoszláviának, hogy geopolitikai ügyekben közvetve csatlakozzon a NATO-hoz. 1954 októberében Izrael némi érdeklődést mutatott a szövetséghez való csatlakozás iránt, remélve, hogy Jugoszlávia közvetíthet az egyiptomi–izraeli kapcsolatok fejlesztésében, végül azonban soha nem csatlakozott a szövetséghez.

## Előzmények
A második világháborút követően Jugoszlávia és a Szovjetunió szövetségesek voltak, de a kétoldalú együttműködés 1948-ban a Tito–Sztálin-szakítás következtében megszakadt. A szovjet inváziótól tartva Jugoszlávia gyorsan politikai és védelmi megállapodásokat kötött a nyugati országokkal. Görögország már 1949 óta vizsgálta egy háromoldalú szövetség létrehozásának lehetőségét Görögország, Törökország és Jugoszlávia között. 1949. október 28-án Dean Acheson amerikai külügyminiszter találkozott Konsztantinosz Caldarisz görög külügyminiszterrel és Vasziliosz Dendramisz amerikai görög nagykövettel, hogy megvitassák a görögöknek egy kollektív biztonsági szervezetben való tagságát. A görögök átadták Achesonnak a Sztilianosz Kitrilakisz tábornok által készített memorandumot, amely „az észak-atlanti egyezményben szereplő országoktól közvetlenül keletre fekvő területek védelmi paktumát szorgalmazta”, és megjegyezte, hogy „egy Görögországból, Jugoszláviából és Törökországból álló balkáni blokk létrehozása jelentősen hozzájárulna a világbéke fenntartásához”. Acheson úgy válaszolt, hogy az Egyesült Államok kellően megfontolja, mi lenne a legjobb lépés a Balkánon. Az Egyesült Államok külügyminisztere számára a balkáni egyezmény akkoriban megvalósíthatatlannak tűnt, és nem volt az amerikai külpolitika prioritása. 1950 és 1951 között Görögország egyoldalúan folytatta Törökországgal és Jugoszláviával fenntartott kapcsolatok javítását, a török kormány azonban akkoriban nem adott különösebb prioritást a regionális kollektív biztonságnak, mivel Törökország nagyobb érdeklődést mutatott a NATO-csatlakozás iránt. Görögország és Jugoszlávia 1950 végén normalizálták a kapcsolatokat, és 1951 júliusában több kereskedelmi és gazdasági megállapodást is aláírtak, de Jugoszlávia vonakodott a további előrelépésektől. Tito 1951-ben nyilvánosan bejelentette, hogy nem érdekli Görögország, Törökország és Jugoszlávia hármas szövetsége, ugyanakkor felismerte, hogy a Jugoszláviát érintő fenyegetés Görögországot is fenyegeti, és beleegyezett, hogy Jugoszlávia álláspontja a külpolitikai helyzet alakulásától függően változzon, 1952 elejére Görögország és Törökország mégis megállapodott abban, hogy együttműködnek egy Jugoszláviával kötendő szövetségről szóló tárgyalásokon, és James Webb amerikai külügyminiszter-helyetteshez fordultak segítségért, aki azonban visszautasította azt, mert nem hitt a megállapodás lehetőségében Jugoszláviával.
1952 novemberében Jugoszlávia tárgyalásokat folytatott Thomas Handyvel, az Egyesült Államok európai haderőinek főparancsnok-helyettesével. Handy 1952. november 15. és 20. között, nem sokkal görögországi látogatása előtt, egy háromoldalú (amerikai, brit és francia) delegáció vezetőjeként járt Belgrádban, hogy koordinálja a nyugati és jugoszláv katonai tervezést. A két fél céljainak különbözősége és a nyugattal szembeni jugoszláv bizalmatlanság a tárgyalások kudarcához vezetett; Ráadásul Handynek nem volt felhatalmazása arra, hogy konkrét garanciákat adjon a közvetlen katonai segítségnyújtásra Jugoszláviának, ha az országot a Szovjetunió megtámadja. Handy küldetésének kudarca és a lelkes antikommunista Dwight D. Eisenhower győzelme az 1952-es amerikai elnökválasztáson az év késő őszén nemzetbiztonsági válsághoz vezetett Jugoszláviában. Tito tisztában volt vele, hogy csak nyugati garanciák kényszeríthetik Sztálint a Jugoszlávia elleni támadás feladására. Így Jugoszlávia biztonsága szempontjából Görögország és Törökország stratégiailag fontosabb szereplőkké vált. Ezért a Jugoszláv Kommunista Párt Központi Bizottsága Végrehajtó Bizottságának november 27-i ülésén Tito kijelentette, hogy Jugoszláviának tárgyalásokat kell kezdenie Görögországgal és Törökországgal. 1952 szeptemberében jugoszláv katonai misszió látogatott Görögországba és Törökországba, Görögország pedig novemberben viszonozta a látogatást. 1953. január 19-25-én a török külügyminiszter Mehmet Fuat Köprülü Belgrádba és Athénba látogatott, majd februárban a görög külügyminiszter Sztefanosz Sztefanopoulosz tett látogatást Jugoszláviában, ahol találkozott Jugoszlávia külügyminiszterével Koča Popovićcsal.. Február 20. és 22. között a három állam diplomatái találkoztak Athénban, és elkészítették a barátsági szerződés előzetes szövegét.
A NATO stratégiailag fontos országnak tekintette Jugoszláviát, ezért a balkáni egyezményt eszköznek tekintette, hogy Jugoszláviát egy szovjet agresszió esetén befolyási övezetébe vonja. Az Amerikai Egyesült Államok támogatta két NATO-tagállam katonai szövetségét a kommunista Jugoszláviával, bár a megoldatlan trieszti válság idején (1945-1954) a Jugoszláviával rossz viszonyban lévő Olaszország erős ellenállást tanúsított. Törökországnak és Görögországnak azonban teljesen más érdekei voltak, mint Olaszországnak, és határozottan kiálltak a Jugoszláviával való szövetség mellett.
Az egyezményt 1953. február 28-án írták alá. A terv az volt, hogy Jugoszláviát informálisan integrálják a nyugati védelmi rendszerbe és a gazdasági segélyrendszerbe, mivel Jugoszláviát Moszkvából fenyegetik.

## Az egyezmény
Az egyezmény létrehozására vonatkozó megállapodások 1953 februárjában Ankarában egy politikai szerződéssel kezdődtek, majd 1954 augusztusában Bledben katonai szerződéssel zárultak. A 14 cikk tartalmazta a nemzetközi viták erőszak nélküli rendezését, az egyes országok katonai segítségét, arra az esetre, ha valamelyik tagot megtámadták, valamint a tagok védelmi képességének fenntartását, megerősítését. A szerződés katonai része szerint, melyet a 2. cikkben rögzítettek a szerződő felek megállapodtak abban, hogy területük bármely részén egy vagy többük ellen irányuló fegyveres agressziót az összes szerződő erő elleni agressziónak tekintenek. Ennek megfelelően és az Egyesült Nemzetek Alapokmányának 51. cikke által elismert kollektív önvédelem alapján egyénileg és kollektíven segítséget nyújtanak a megtámadott félnek vagy feleknek, a kölcsönös megegyezés alapján azonnal meghozva minden olyan intézkedést, beleértve a katonai erő alkalmazását is, amelyet a hatékony védekezéshez szükségesnek tartanak. A szerződő felek a jelen szerződés 7. cikkében foglalt fenntartással vállalják, hogy az agresszorral nem kötnek békét vagy egyéb megállapodást, kivéve, ha az egy korábbi kölcsönös megállapodás alapján történik.
Az országok megállapodtak abban, hogy 1974-ig minden ország képviselői évente kétszer találkoznak. A megállapodás megtartotta az akkori korábbi szerződéseket is, mint például a Barátsági és Együttműködési Szerződést és az Egyesült Nemzetek Alapokmányát.

## Következmények
Az új szövetség a kezdetektől fogva több okból is megmutatta gyengeségét. Először is, Sztálin néhány nappal az aláírás után meghalt, és a Hruscsov vezette új szovjet kormány elkezdte enyhíteni Jugoszláviával szembeni kritikáját. Végül a jugoszláv kommunista vezetők hajlandók voltak felhagyni a nyugati országokkal való nyílt együttműködéssel.
1954-ben és 1955-ben a jugoszláv nyitás a Szovjetunió felé, a balkáni egyezmény katonai jelentőségét illetően fokozatosan megváltoztatta a jugoszláv nézeteket. Adnan Menderes török miniszterelnök jugoszláviai látogatása 1955 májusában, mindössze három héttel Hruscsov Titónál tett látogatása előtt, megmutatta a jugoszláv és a török nézet közötti különbséget a nemzetközi helyzetről. Menderes ugyanis a balkáni egyezményen belüli együttműködés teljes területén szorgalmazta az együttműködést, Jugoszlávia azonban vonakodott megtenni minden olyan lépést, amelyről később úgy tűnt volna, hogy különösebb jelentőséget tulajdonítana a balkáni egyezmény katonai oldalának.
Hamarosan kitört a Törökország és Görögország közötti ciprusi viszály, és új veszélyt jelentett az egyezmény jövője számára. Az 1956-os magyar forradalom után Tito némi érdeklődést mutatott a szövetség újraélesztése iránt, de Tito közvetítői kísérlete a ciprusi vitában Törökország és Görögország között kudarcot vallott. A balkáni egyezmény Jugoszláviát a nyugati védelmi rendszerbe vonta, ami megerősítette az ország biztonságát, de problémákat vetett fel Tito és a Jugoszláv Kommunisták Szövetsége számára, és összehozta Jugoszláviát és Görögországot. Az egyezmény így közvetve fokozta a nemzetközi és ideológiai konfliktusokat. A balkáni egyezményt soha nem bontották fel, de elvesztette jelentőségét, miután Jugoszlávia 1956-ban kibékült a Szovjetunióval: Görögország és Törökország Jugoszláviával való katonai együttműködése pedig elhalt.

## Fordítás
- Ez a szócikk részben vagy egészben  a   Balkan Pact (1953) című angol Wikipédia-szócikk ezen változatának fordításán alapul.  Az eredeti cikk szerkesztőit annak laptörténete sorolja fel. Ez a jelzés csupán a megfogalmazás eredetét és a szerzői jogokat jelzi, nem szolgál a cikkben szereplő információk forrásmegjelöléseként.